# Tratatul de la Vilnius din 1559

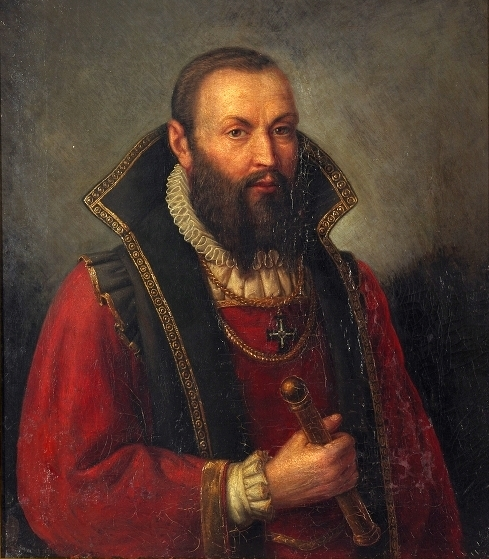
Gotthard von Kettler

Tratatul de la Vilnius sau Vilna a fost încheiat la Vilnius la 31 august 1559, în timpul Războiului Livonian, între Ordinul Livonian și Marele Ducat al Lituaniei. Gotthard von Kettler a inclus pământurile ordinului sub protecția regelui polonez și a Marelui Duce al Lituaniei, Sigismund al II-lea August. Alianța avea scopul de a neutraliza amenințarea iminentă de anexare a pământurilor ordinului de către Rusia, dar, în ciuda câștigării sprijinului militar din partea Marelui Cancelar Lituanian Mikołaj Radziwiłł „cel Negru”, Kettler nu a putut împiedica ocuparea majorității Livoniei de către forțele rusești. Astfel, Kettler a încheiat un al doilea tratat cu Polonia-Lituania la 28 noiembrie 1561, transferând rămășițele statului ordinului teutonic Coroanei poloneze și Marelui Ducat al Lituaniei, devenind el însuși vasal al lui Sigismund al II-lea August.